# Petr Muk
Petr Muk, né le 4 février 1965 à Český Krumlov et mort à Prague le 24 mai 2010, est un chanteur et compositeur tchèque.
Petr Muk fut le chanteur de deux groupes pop tchécoslovaques durant les années 1980 et 1990 : Oceán (de 1985 à 1993), puis Shalom (de 1992 à 1996) qui tournèrent tous les deux en première partie du groupe anglais Erasure, en 1990 ainsi qu'en 1992. 
De 1997 jusqu'à son décès, il poursuit une carrière solo recueillant un grand succès populaire en République tchèque ainsi qu'en Slovaquie, même s'il n'a jamais été connu hors des frontières de celles-ci. En 1999, il prend part au doublage tchèque de la bande son du film d'animation Tarzan (1999) de Walt Disney Pictures. Après trois albums de sa propre composition, il reçoit le titre de "deuxième chanteur le plus populaire de République tchèque" pour les deux années consécutives 2002 et 2003, juste derrière Karel Gott, l'indétrônable numéro un tchèque depuis plusieurs décennies. 
Grand amateur de pop anglaise, Petr Muk sort en 2004 Oh l'amour, un mini-album hommage contenant cinq reprises de chansons du groupe britannique Erasure adaptées en tchèque. Trois autres albums suivront jusqu'à son dernier album en date, V bludišti dnů, paru le 21 mai 2010, quelques jours seulement avant sa mort. 
Tout au long des années 2000, Petr Muk se fait également remarquer en incarnant des rôles principaux dans d'importantes comédies musicales tchèques, comme Rusalka, Golem ou Galilée.
Le 24 mai 2010, Radio Prague annonce le décès brutal du chanteur, survenu à 45 ans, dans des circonstances qui n'ont pas été rendues publiques. Son autopsie et les analyses de sang ont néanmoins révélé la présence d'alcool et de médicaments. Marié et père de trois filles, Petr Muk avait été soigné à plusieurs reprises pour des troubles bipolaires sans que ceux-ci aient une incidence sur une carrière couronnée d'un succès commercial relativement constant. Il a été inhumé dans sa ville natale de Český Krumlov.

## Discographie

### Discographie solo
- Loď ke Hvězdám (1997) - EP
- Petr Muk (1997)
- Jizvy Lásky (2000)
- Dotyky Snu (2002)
- Oh L'Amour (2004) - EP hommage au duo Erasure
- Osud Ve Dlaních (2005)
- Slunce / To Nejlepší (2007) - compilation de singles
- Muzikál A Film (2009)
- V bludišti dnů (2010)
- Outro (2011) - album hommage posthume
- Sny zůstanou (Definitive Best of) (2020) - compilation

### avec le groupe Oceán
- Dávná zem (1990)
- Pyramida snů (1991)
- 2 1/2 (1992)

### avec le groupe Shalom
- Shalom (1992)
- Brány vzkazů (1994)

## Filmographie

### en support DVD
- Zrcadlo (Videoklipy 1992-2004) (2004) - collection de video-clips
- L'Amour Tour 2004 (2005) - concert filmé à Prague le 12 décembre 2004